# Mauro Fernandes
Mauro Fernandes da Silva (ur. 3 sierpnia 1953 w Sete Lagoas) – brazylijski piłkarz i trener piłkarski.

## Kariera piłkarska

### Kariera klubowa
W latach 1984–1990 występował w klubach Auto EC, Botafogo (PB) i ABC Natal.

## Kariera trenerska
Karierę szkoleniowca rozpoczął trenując kluby, w których grał Auto EC i Botafogo (PB). W 1990 prowadził CSA Maceió. Potem trenował kluby Sergipe Aracaju, Goiás EC, Sport Recife, Coritiba, Botafogo, Matonense Matão, Londrina EC, Brasiliense Brasília, Fortaleza EC, Ceilândia EC, SE Gama, EC Bahia, Vitória Salvador, Santa Cruz Recife, Atlético Goianiense, América Mineiro (MG), Criciúma EC, Itumbiara EC, Villa Nova AC, Grêmio Barueri, Rio Verde EC i Caldas Novas.

## Sukcesy i odznaczenia

### Sukcesy trenerskie
- mistrz Campeonato Paraibano: 1986, 1988
- mistrz Campeonato Potiguar: 1990
- mistrz Campeonato Alagoano: 1991
- mistrz Campeonato Sergipano: 1993, 1994
- mistrz Campeonato Goiano: 1996, 1997
- mistrz Campeonato Pernambucano: 1998
- mistrz Campeonato Sergipano: 1994, 1995
- mistrz Campeonato Brasiliense: 2004
- mistrz Campeonato Brasileiro Série C: 2008